# Adetomyrma venatrix
Adetomyrma venatrix is een mierensoort uit de onderfamilie van de Amblyoponinae. De wetenschappelijke naam van de soort is voor het eerst geldig gepubliceerd in 1994 door Ward.
Deze soort is bijzonder vanwege de vorm van het lijf die, meer dan andere mieren, lijkt op die van wespen, met een wespentaille. Daarnaast heeft deze mierensoort de bijzonderheid dat werksters gaatjes boren in hun larven om hun hemolymfe ("bloed") te drinken. De werksters kunnen zelf geen vast voedsel tot zich nemen, al voeren ze hun larven wel met halfverteerd voedsel. De larven sterven niet aan de eetlust van de werksters, maar wel is waargenomen dat ze "vluchten" voor hongerige werksters. Om deze redenen staat de soort bekend als levend fossiel.
De soort komt alleen voor op Madagaskar in een gebied dicht bij de hoofdstad Antananarivo. De soort staat als kritiek op de Rode Lijst van de IUCN.